# Introduktion til vor tidsalder
Introduktion til vor Tidsalder er en tekst af Johannes V. Jensen udgivet første gang i bogform i efteråret 1915.
Teksten har udgangspunkt i forfatterens rejse til Asien og Amerika.
Bogen udkom i flere udgaver i forfatterens levetid.
I 2016 udgav Gyldendal den som ebog.
Bogen er blevet kaldt en filosofisk rejsebog.
Helge Rode kommenterede bogen.
Teksten blev udgivet i Tyskland i forlaget S. Fischer Verlags tidsskrift Die neue Rundschau i 1917.
Johannes V. Jensen Forum har digitaliseret den danske udgave og gjort den tilgængelig fra deres hjemmeside.